# Репкин, Сергей Борисович
Серге́й Бори́сович Ре́пкин (бел. Сяргей Барысавіч Рэпкін) (род. 15 января 1979, Брест) — белорусский экономист, доктор экономических наук, доцент. Ректор Белорусского государственного университета физической культуры (с 2017).

## Биография
Родился 15 января 1979 года в Бресте. Отец — Борис Владимирович Репкин, тренер по гандболу, заслуженный тренер Республики Беларусь.
В 1998 году закончил Республиканское училище олимпийского резерва по специальности «Физическая культура и спорт». В 2004 году закончил Белорусский государственный экономический университет по специальности «Экономика и управление на предприятии», в 2008 году — аспирантуру. Научные интересы: экономика спорта.
В 1999 году работал тренером-преподавателем в специализированной детско-юношеской школе олимпийского резерва. В 1999—2001 годах работал тренером-преподавателем в Октябрьском физкультурно-оздоровительном центре в г. Минске. В 1999, 2001—2004 годах работал тренером-преподавателем в Республиканском центре олимпийской подготовки по гандболу.
В 2004—2017 годах работал на кафедре физической культуры и спорта Белорусского государственного экономического университета, в том числе с 2009 года — заведующим кафедрой.
12 мая 2017 года назначен ректором Белорусского государственного университета физической культуры.